# Heligmomerus deserti
Heligmomerus deserti là một loài nhện trong họ Idiopidae.
Loài này thuộc chi Heligmomerus. Heligmomerus deserti được Mary Agard Pocock miêu tả năm 1901.